# Виареджо
Виаре́джо (итал. Viareggio) — коммуна и морской курорт в итальянской области Тоскана, в провинции Лукка. Второй по величине город провинции, население составляет 64 154 человека (2008 год), занимает площадь 32 км². 
Виареджо — курортный город на Тосканском побережье Лигурийского моря и главный центр Версилии  (курортной зоны, которая идет по побережью от Виареджо до Марины-ди-Каррара). К числу местных достопримечательностей относятся набережная с ресторанами и барами, бутиками известных марок, фешенебельные отели, многие из которых построены ещё в XIX веке, пешеходные зоны с множеством магазинчиков и сувенирных лавок. В южной части города, именуемой Торре-дель-Лаго, с 1930 года проходит фестиваль Пуччини — композитора, жившего здесь на берегу озера Массачукколи. Виареджо также известен своим карнавалом, вторым по значению в Италии после венецианского. С 1930 года здесь вручается литературная премия Виареджо.
Покровительницей коммуны почитается Пресвятая Богородица, Её Благовещение празднуется 25 марта.

## История
Укреплённая деревня на «царской дороге» (лат. Via Regis, отсюда название поселения) известна с конца XII века. В то время за контроль над побережьем боролись Пизанская республика и герцогство Лукка, которое в правление Каструччо Кастракани одержало  победу. Значение Виареджо для Лукки сильно выросло, когда в 1513 году лукканцы потеряли контроль над остальными морскими портами. Им пришлось осушать болотистое побережье и превратить захудалую рыбацкую деревню в полноценный город. 
Современный облик Виареджо получил в «прекрасную эпоху», когда приморские кварталы быстро развивались в связи с сезонным наплывом туристов. Здесь выстроили свои дома композитор Джакомо Пуччини и пионер кинематографа Леопольд Фреголи. Свыше 30 лет прожила здесь украинская оперная певица Саломея Крушельницкая (1872—1952), чей муж Чезаре Риччони был мэром Виареджо. Её вилла «Salomea», которую украшает памятная мраморная доска, находится по адресу: Viale Giosuè Carducci, 25. 
Виареджо попал на страницы новостных изданий 29 июня 2009 года в связи с техногенной катастрофой: после схода с рельсов грузового поезда взорвались цистерны со сжиженным газом, погибло 32 человека.

## География и транспорт
Порт Виареджо стал развиваться после того, как в 1577 году лукканцы расширили исторический канал Бурламакка. Из Виареджо можно добраться на поезде практически во все города Италии, также действует автобусное сообщение. Ближайший аэропорт — Пиза. 
Рядом расположен ещё один курорт, Форте-дей-Марми, где бывший босс команды Формулы-1 «Рено» Флавио Бриаторе владеет дискотекой Twiga.

## Промышленность
В Виареджо находятся многочисленные верфи по строительству яхт:
- Perini Navi, строящая большие (20-60 метров) парусные яхты класса люкс;
- Cantieri Benetti (итал.), компания основана в 1873 году, штаб-квартира находится в Виареджо, входит в группу Azimut Yachts (англ.).

## Демография
Динамика населения:

## Города-побратимы
- Сан-Бенедетто-дель-Тронто, Италия
- Палми, Италия
- Бастия, Франция
- Куньшань, Китай
- Ополе, Польша
- Ачиреале, Италия
- Стриано, Италия
- Пальма-Кампания, Италия
- Шенгини, Албания